# Żydowska Socjalistyczna Partia Robotnicza „Ferajnigte”
Żydowska Socjalistyczna Partia Robotnicza "Zjednoczeni" (jid. פֿאַראײניקטע ייִדישע סאָציאַליסטישע אַרבעטער־פּאַרטיי Jidisze Socjalistisze Arbeter Partaj Farejnikte), także Ferajnigte (ros. Фарейникте) – żydowska socjalistyczna partia polityczna istniejąca w latach 1917–1919.

## Historia
Żydowska Socjalistyczna Partia Robotnicza „Ferajnigte” powstała w czerwcu 1917 w Republice Rosyjskiej z połączenia żydowskich terytorialistycznych partii lewicowych: Syjonistyczno-Socjalistycznej Partii Robotniczej i Żydowskiej Socjalistycznej Partii Robotniczej. Ugrupowania te łączyły program socjalistyczny z postulatem uzyskania przez Żydów jak najszerszej autonomii (najlepiej terytorialnej) w diasporze. W efekcie połączenia organizacji Ferajnigte stała się największą żydowską autonomistyczną partią na terenach Ukrainy. W Polsce Ferajnigte powstała z przekształcenia organizacji Syjonistów-Socjalistów w listopadzie 1918. 
Mojżesz Zylberfarb, jeden z członków Ferajnigte, był zastępcą sekretarza ds. żydowskich w Sekretariacie Generalnym Ukrainy, głównej instytucji wykonawczej Ukraińskiej Republiki Ludowej od 28 czerwca 1917 do 22 stycznia 1918. 
Choć partia stała na stanowisku dyktatury proletariatu, to w 1920 większość partii odrzuciła wniosek o przystąpienie do III Międzynarodówki. W lipcu 1922 połączyła się z Partią Niezależnych Socjalistów w Niezależną Socjalistyczną Partię Pracy. Część członków wstąpiła natomiast do Komunistycznej Partii Polski. 